# Alice Santini
Alice Santini (née le 16 janvier 1984 à Florence) est une joueuse italienne de volley-ball. Elle mesure 1,81 m et joue au poste de réceptionneuse-attaquante. 

## Clubs
| Club                  | Pays   | De        | À         |
| --------------------- | ------ | --------- | --------- |
| Rinascita Florence    | Italie | 1999-2000 | 1999-2000 |
| Sorgane Pallavolo     | Italie | 2000-2001 | 2000-2001 |
| Azzurra San Casciano  | Italie | 2001-2002 | 2005-2006 |
| Esperia Crémone       | Italie | 2006-2007 | 2006-2007 |
| Brunelli Nocera Umbra | Italie | 2007-2008 | 2007-2008 |
| Volley Vicence        | Italie | 2008-2009 | 2008-2009 |
| Parme VG              | Italie | 2009-2010 | 2009-2010 |
| Volley Loreto         | Italie | 2010-2011 | 2011-2012 |
| Robur Tiboni Urbino   | Italie | 2012-2013 | 2014-2015 |
| Imoco Conegliano      | Italie | 2015-2016 | 2015-2016 |
| Volley Pesaro         | Italie | 2016-2017 | 2016-2017 |
| Zambelli Orvieto      | Italie | 2017-2018 | 2017-2018 |
| Pallavolo Lecco AP    | Italie | 2018-2019 | 2018-2019 |

## Palmarès
- Championnat d'Italie
  - Champion : 2016.
- Coupe d'Italie A2
  - Vainqueur : 2011, 2012.